# 378 (numero)
Trecentosettantotto (378) è il numero naturale dopo il 377 e prima del 379.

## Proprietà matematiche
- È un numero pari.
- È un numero composto con 16 divisori: 1, 2, 3, 6, 7, 9, 14, 18, 21, 27, 42, 54, 63, 126, 189, 378. Poiché la somma dei divisori (escluso il numero stesso) è 582 > 378, è un numero abbondante.
- È un numero di Harshad (in base 10), cioè è divisibile per la somma delle sue cifre.
- È un numero palindromo nel sistema di numerazione posizionale a base 5 (3003) e in quello a base 20 (II). In quest'ultima base è altresì un numero a cifra ripetuta.
- È un numero triangolare.
- È un numero pratico.
- È un numero colombiano nel sistema numerico decimale.
- È un numero di Smith nel sistema numerico decimale.
- È parte delle terne pitagoriche (96, 378, 390), (360, 378, 522), (378, 504, 630), (378, 680, 778), (378, 1296, 1350), (378, 1680, 1722), (378, 3960, 3978), (378, 5096, 5110), (378, 11904, 11910), (378, 35720, 35722).

## Astronomia
- 378P/McNaught è una cometa periodica del sistema solare.
- 378 Holmia è un asteroide della fascia principale del sistema solare.

## Astronautica
- Cosmos 378 è un satellite artificiale russo.

## Telefonia
- +378 è il prefisso telefonico internazionale di San Marino.